# Schönecken

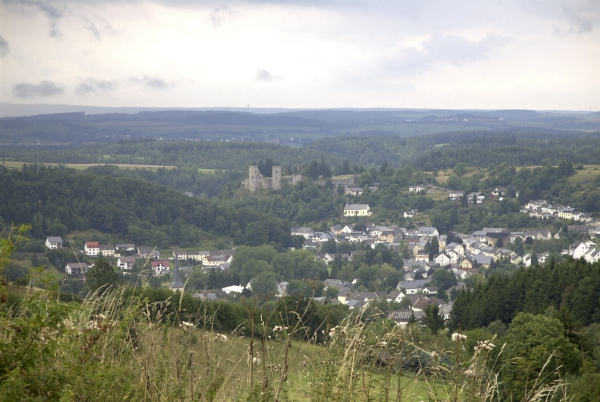
Blick auf Schönecken im August 2002

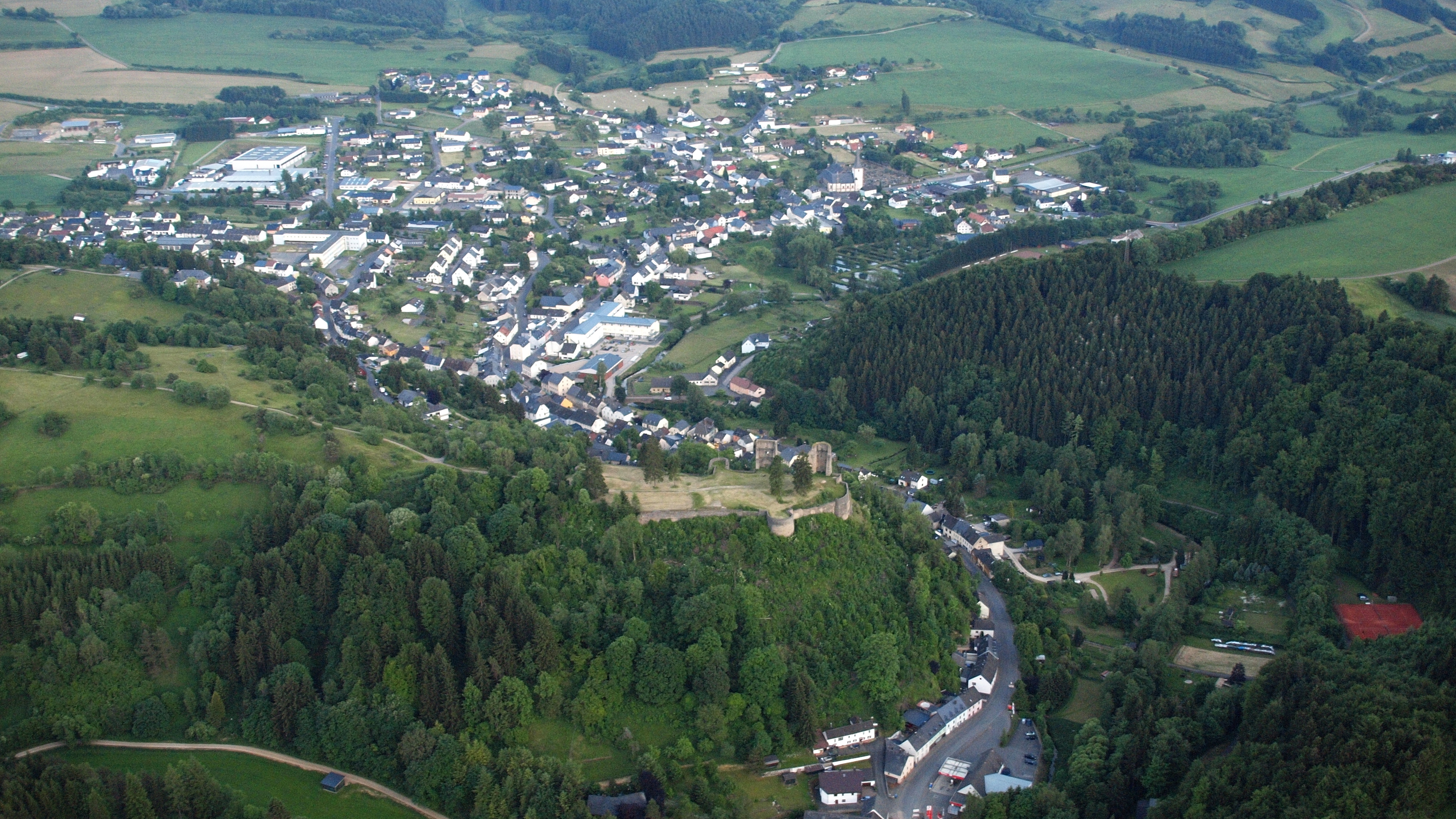
Schönecken, Luftaufnahme (2015)

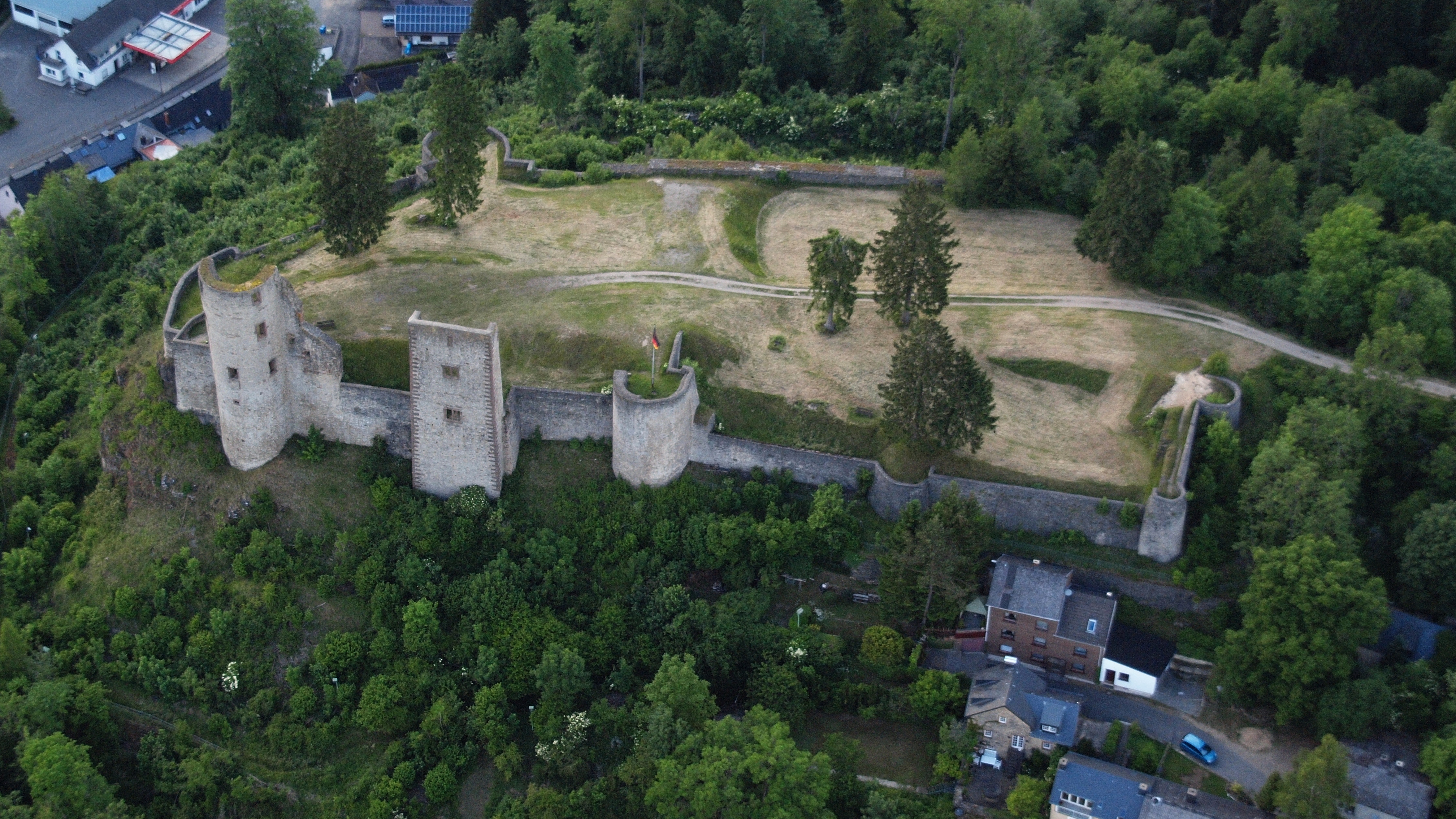
Burg Schönecken, Luftaufnahme (2015)

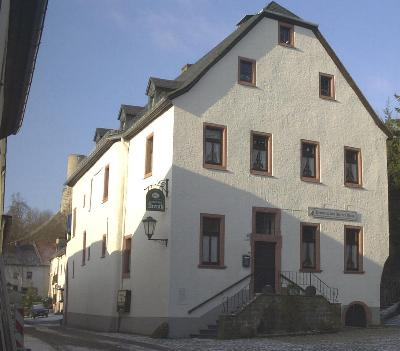
Das Hermann-von-Hersel Haus im Januar 2004

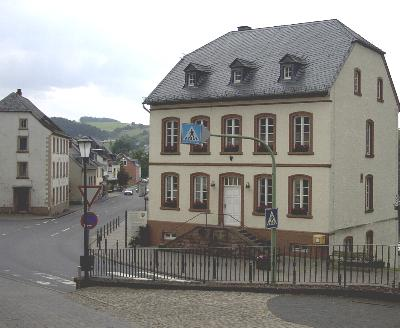
Blick auf das „Alte Amt Schönecken“ im März 2003

Schönecken ist eine Ortsgemeinde in der Westeifel im Eifelkreis Bitburg-Prüm in Rheinland-Pfalz und gehört der Verbandsgemeinde Prüm an. Schönecken ist nach der Landesplanung als Grundzentrum ausgewiesen.

## Geographie
Schönecken liegt an der Nims auf einer Höhe von etwa 400 bis 550 m ü. NHN. In nördlicher und westlicher Richtung grenzt die Schönecker Schweiz an den Ort, das größte Naturschutzgebiet im Eifelkreis Bitburg-Prüm. Hier befinden sich unter anderem seltene Insekten und Orchideenarten, Kalkmagerrasen und ausgedehnte Wanderwege. Schönecken befindet sich inmitten der Prümer Kalkmulde, einer weitgehend unberührten Karstlandschaft.
Zur Gemeinde gehören die Ortsteile Schönecken mit dem Wohnplatz Weberhof und Wetteldorf mit den Wohnplätzen Auf dem Bellert, Hauenborn, Herchenbach und Irsfelderhof.

## Geschichte
Erste Siedlungen im Raum Schönecken gehen auf die Keltenzeit zurück (etwa 400 v. Chr. bis 100 n. Chr.). Die Fliehburg (wuchtige Dolomitblöcke bis etwa 20 m Höhe) und einige Keltengräber zeigen erste Siedlungsspuren. Spuren aus spätrömischer Zeit zeigen sich in Form der Römerstraße Trier–Köln im Raum Weißenseifen. Ebenfalls aus römischer Zeit stammen ein Brandgräberfeld im heutigen Steinbruch sowie weitere, nicht genau lokalisierbare Grabfunde, die dem Rheinischen Landesmuseum Trier gemeldet wurden.
762 schenkte König Pippin der Abtei Prüm den Hof Wetteldorf. Schutzvögte der Abtei wurden die Grafen von Vianden.
933 wurde erstmals „Schöneck“ im Zinsverzeichnis des Prümer Abtes genannt, und mit dem Aufstieg der Prümer Abtei gewann auch der Raum Schönecken an Bedeutung.
Die weitere Geschichte des Ortes Schönecken ist vor allem durch die Erbauung und die Besitzverhältnisse der im 12. Jahrhundert errichteten Burg „Clara Costa“ geprägt. Diese dürfte mit etwa 120 m Länge und 60 m Breite eine der größten Wehranlagen in der gesamten Westeifel gewesen sein. Auf einem Bergrücken gelegen, zeugte sie von einer hohen Wehrfestigkeit.
Im Jahr 1264 nahm Graf Heinrich von Vianden Burg Schönecken zum Wohnsitz und nannte sich Herr von Schönecken. Bis 1480 wechselten die Burg und die Herrschaft über Schönecken mehrmals die Besitzer und gingen erst dann dauerhaft (bis 1794) in das Eigentum des Kurfürstentums Trier über. Mitte des 16. Jahrhunderts wurde Schönecken Sitz eines kurtrierischen Amtes und eines Gerichtes, dem ein Amtmann vorstand. Zum Amtsbezirk zählten etwa zehn Kirchspiele mit 30 Ortschaften.
Beim Ortsbrand 1802 wurde die Burg teilweise beschädigt – Steine, Holz und Dachschiefer wurden zum Teil zum Wiederaufbau des verbrannten Ortes verwendet.
1848 ging die Burgruine in den Besitz des preußischen Staates über; heute gehört sie dem Land Rheinland-Pfalz. 1970–75 wurden Wehrtürme und Wehrmauern der Burgruine durch die rheinland-pfälzische Schlösserverwaltung saniert.
Im Jahre 1960 wurden die beiden bis dahin eigenständigen Gemeinden Schönecken und Wetteldorf unter dem Namen „Schönecken-Wetteldorf“ zusammengeschlossen. Am 1. Juni 1967 wurde die Gemeinde „Schönecken-Wetteldorf“ in „Schönecken“ umbenannt.

## Bevölkerungsentwicklung
Bezogen auf das heutige Gemeindegebiet; die Werte von 1871 bis 1987 beruhen auf Volkszählungen:
| Jahr | Einwohner |
| ---- | --------- |
|      | 1.017     |
| 1835 | 1.534     |
| 1871 | 1.575     |
| 1905 | 1.428     |
| 1939 | 1.408     |
| 1950 | 1.441     |
| 1961 | 1.481     |

| Jahr | Einwohner |
| ---- | --------- |
| 1970 | 1.700     |
| 1987 | 1.619     |
| 1997 | 1.621     |
| 2005 | 1.574     |
| 2011 | 1.489     |
| 2017 | 1.455     |
| 2023 | 1.496     |

## Politik

### Ortsbürgermeister
Johannes Arenth (CDU) wurde am 26. Juni 2019 Ortsbürgermeister von Schönecken. Bei der Direktwahl am 26. Mai 2019 war er mit einem Stimmenanteil von 53,26 % für fünf Jahre gewählt worden. Er wurde im Juni 2024 wiedergewählt.
Die Ortsbürgermeister seit 1960:
- 1960–1961: Nikolaus Kruft
- 1961–1974: Servatius Breuer
- 1974–1979: Nikolaus Knauf
- 1979–1999: Nikolaus Geisen
- 1999–2006: Paul Ludwig
- 2006–2009: Werner Krämer
- 2009–2019: Matthias Antony
- seit 2019: Johannes Arenth

### Wappen
| Wappen von Schönecken | Blasonierung: „Unter silbernem Schildhaupt mit rotem Zinnenschnitt von Silber über Rot schräglinks eingeteilt, oben ein schwarzes Albkreuz, unten ein silbernes Schildchen.“ |
| Wappen von Schönecken | Wappenbegründung: Schönecken besteht aus den beiden, bis 1960 selbständigen Gemeinden Schönecken und Wetteldorf. Bis ins 16. Jahrhundert gehörte Schönecken zum Kurfürstentum Trier, Wetteldorf zum Territorium der Fürstabtei Prüm. Es wurde 1576 mit dem Kurfürstentum Trier vereinigt. Die Schildfarben Rot und Silber sind die Farben sowohl von Kurtrier als auch der Abtei Prüm. Auf die Burg Schönecken ist Bezug genommen durch den Zinnenschnitt im Schildhaupt. Das Siegel der Schöffen von Schönecken bzw. des Hofes Wetteldorf zeigt als Symbol ein Albkreuz (Pentagramm). Auf diese alte Siegeltradition nimmt die Wappenbildung Bezug. Die Edlen Herren von Schönecken führten durch Hartard von Schönecken 1350 ein Siegel, das in Rot ein silbernes Schildchen zeigte. Die Herren von Schönecken waren Inhaber der Burg, deren Reste auf beherrschender Anhöhe über dem Ort stehen. |

## Kultur und Sehenswürdigkeiten
Durch die vergleichsweise geringen Zerstörungen im Zweiten Weltkrieg befinden sich im alten Ortskern von Schönecken noch etwa 120 Gebäude aus der Zeit vom 16. bis zum 19. Jahrhundert, von denen einige, wie zum Beispiel die „Kellnerei“ oder das „Hermann-von-Hersel-Haus“, heute Haus Arenth, unter Denkmalschutz stehen.

### Bauwerke

#### Doppelkirche „Unserer Lieben Frauen und St. Leodegar“

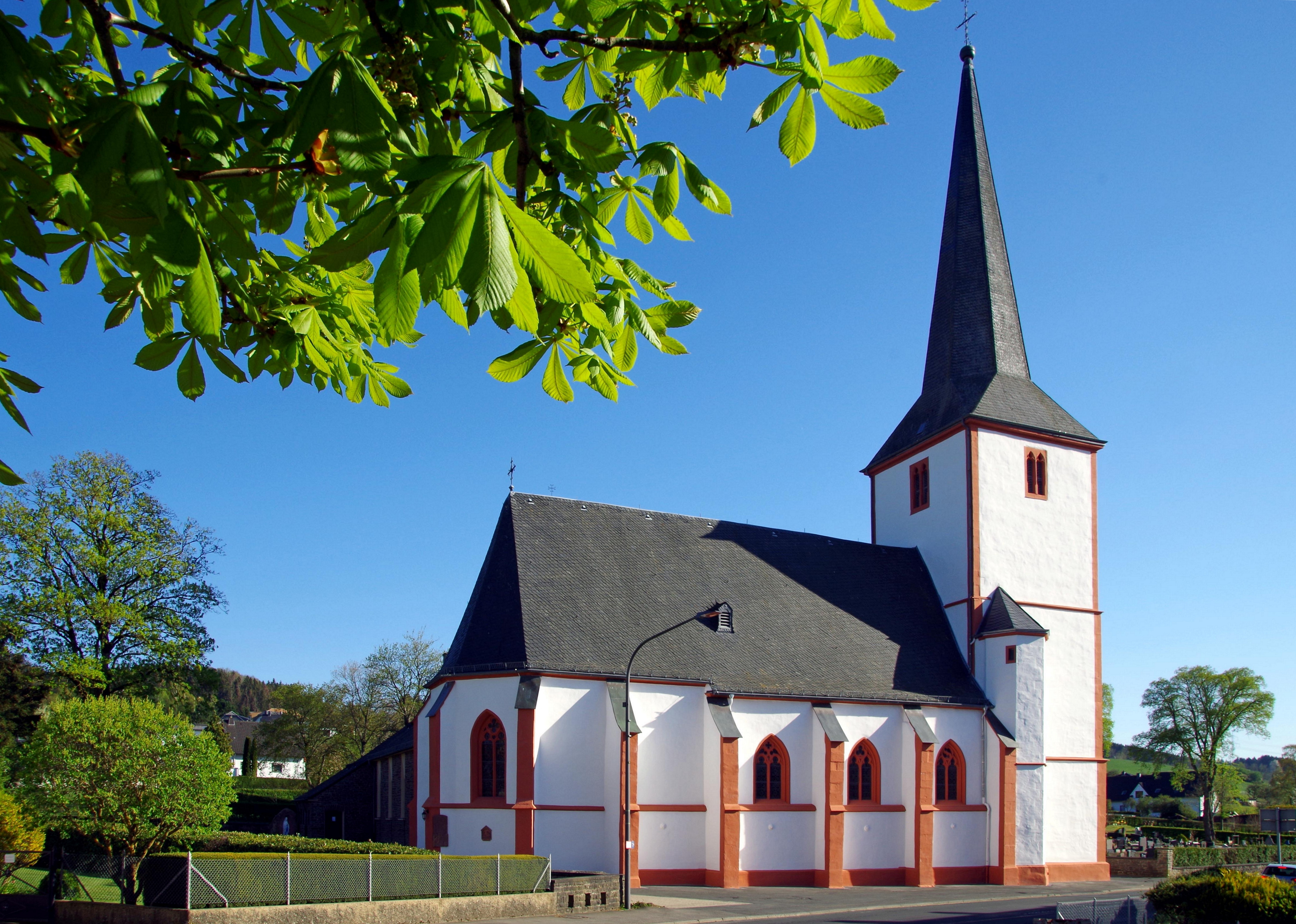
Die Schönecker Doppelkirche „Unserer Lieben Frauen und St. Leodegar“

Die Doppelkirche im Ortsteil Wetteldorf ist ein im 20. Jahrhundert durch einen großen Anbau erweiterter spätgotischer Bau mit stattlichem Westturm. Sie enthält ein Epitaph von 1592, eine Turmmonstranz aus St. Vith (1567/68), ein Vesperbild aus der Zeit um 1500 und mehrere Heiligenfiguren des 18. Jahrhunderts.
Aus einem spätgotischen Saalbau mit eingezogenem, dreiseitig geschlossenem Chor und stattlichem Westturm entstand 1875 bzw. 1882 durch Anbau zweier Seitenschiffe eine basilikale Anlage. 1955/56 wurde an der Südseite der Kirche ein erheblich größerer Neubau angefügt, der das südliche Seitenschiff als Empore benutzt.
Der zunächst ungenutzte Altbau wurde 1976 außen und in den 1990er Jahren innen grundlegend restauriert und 1995 wieder als Werktagskirche und für Gottesdienste mit geringer Besucherzahl in Benutzung genommen, das nördliche Seitenschiff schon 1976 für die Verbreiterung der Nimstalstrasse abgebrochen. Die zur Straße gelegene Nordseite zeigt nun wieder das Bild der Zeit um 1500, da die bis zur Traufe reichenden Strebepfeiler in den Arkadenpfeilern erhalten geblieben waren. Die Fenster wurden nach Vorbild der 1883 mit zweibahnigem Maßwerk versehenen Chorfenster rekonstruiert.
Den Turm unterteilen Gesimse in drei unterschiedlich hohe Geschosse, als Abschluss wurde ein achtseitiger, stark eingezogener Spitzhelm aufgesetzt. Im nördlichen Winkel zwischen Turm und Schiff befindet sich ein polygonales Treppentürmchen.
Von der neugotischen, nach 1882 gefertigten Ausstattung sind der Hauptaltar, die Kanzel und ein Teil des Gestühls erhalten. 1921 entstanden die figürlichen Wandmalereien von Nikolaus Krämer. Im Chor findet man das Grabmal des 1592 verstorbenen Hermann von Hersel.

#### Kapelle „St. Antonius“

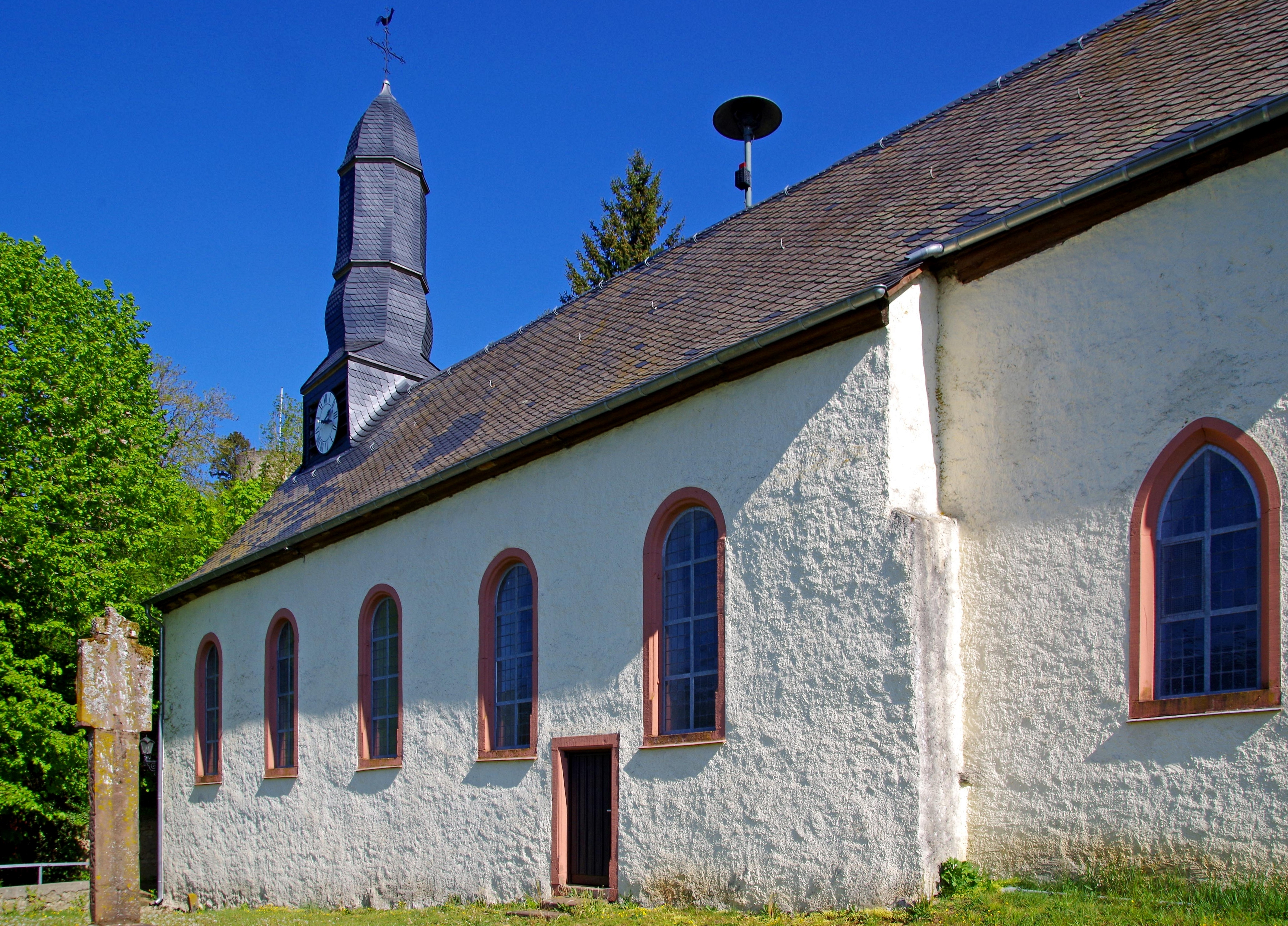
Kapelle „St. Antonius“ Schönecken

Die Kapelle Schönecken wird im Volksmund als „Burgkapelle“ bezeichnet, was allerdings nicht zutreffend ist: Auf der Burg war eine separate Kapelle vorhanden. Die heutige „Burgkapelle“ war als Filialkirche der Pfarrkirche Wetteldorf für die Schönecker Bürger als „Kapelle bynnen Schoneck yn dem Dale an dem Berghe“ gestiftet und im Jahre 1484 geweiht worden. Im Jahre 1790 erfolgte eine Erweiterung zur heutigen Eingangsseite hin. Ausgestattet ist sie teils im Barockstil, teils neugotisch. Ein ehemaliger Altaraufsatz datiert auf 1622.
In der Burgkapelle finden zeitweise Kunstausstellungen statt, unregelmäßig (zum Beispiel zum Kapellenfest) werden auch katholische Gottesdienste zelebriert. Im Jahre 2012 wurde ein Antrag auf Profanierung des im Besitz der Zivilgemeinde Schönecken befindlichen Gebäudes gestellt, um weitere Zuschüsse für die Renovierung des Gebäudes beantragen zu können. Eine Zuwegung zur Kapelle wurde erst im Jahre 2015 fertiggestellt, ansonsten ist sie nur durch Treppen am Burghang zu erreichen.
Siehe auch: Liste der Kulturdenkmäler in Schönecken
Siehe auch: Liste der Naturdenkmale in Schönecken

### Regelmäßige Veranstaltungen
- Jedes zweite Jahr findet am ersten Sonntag im Juli das Burgkapellenfest am Alten Amt/FIF in Schönecken statt.
- Ostermontags findet immer die traditionelle Schönecker Eierlage statt.

### Brauchtum
Bei der Schönecker Eierlage handelt es sich um einen der ältesten Osterbräuche Westeuropas, sie taucht erstmals 1764 urkundlich auf. Laut einer Sage ist die Eierlage schon im Jahr 1500 entstanden und der Auftakt eines Volksfestes am Ostermontag. Die Eierlage wird von einer Junggesellensodalität, genannt „Zalditschen“, ausgerichtet und ist ein regionaler Publikumsmagnet.
Bei der Schönecker Eierlage treten ein Raffer und ein Läufer gegeneinander an, beides Junggesellen. Der Läufer muss zu dem Dorf Seiwerath laufen und mit einer Bestätigung des Barriere-Empfängers zurückkommen. Er legt 7,2 km zurück und muss 150 Höhenmeter überwinden. Der Raffer muss in der Zwischenzeit 104 Eier, die im Abstand einer Elle (hier: 0,625 m) in einer Linie am Startpunkt liegen, zusammenraffen, also nacheinander einzeln aufheben, zum Startpunkt zurücklaufen und in den dort bereitgestellten Korb legen, ohne ein Ei zu beschädigen. Er legt hierbei nach der Gaußschen Summenformel insgesamt 6,6 km zurück, obwohl die Strecke der ausgelegten Eier nur 65 m beträgt. Das letzte Ei darf auf dem Weg zum Ziel beschädigt werden, üblicherweise wird es in die Luft geworfen. Sieger ist, wer von den beiden seine Aufgabe als Erster erledigt hat.

## Wirtschaft und Infrastruktur
Schönecken ist gemäß Landesplanung ein Grundzentrum mit einer Grundschule sowie einem Kindergarten. Holz- und metallverarbeitende Betriebe sind die wichtigsten Arbeitgeber im Ort, die etwa 250 Arbeitsplätze bereitstellen.
Der Ort verfügt über ein Jugendferienlager, eine private Jugendherberge, ein Feriendorf sowie Hotel- und Gastronomiebetriebe. Die ärztliche Versorgung ist vor Ort sichergestellt, die notwendigen Einkaufsmöglichkeiten für den täglichen Bedarf finden sich ebenfalls in Schönecken. Das Frei- und Hallenbad ist nicht mehr in Betrieb. Vor dem Bau der A 60 führte die Bundesstraße 51 durch den Ort.

## Persönlichkeiten
- Richard Collet (1890–1933), Jurist und Landrat des Unterwesterwaldkreises
- Otto Marx (1898–nach 1945), Landrat des Kreises Daun
- Hans-Wilhelm Schreiber (1924–2004), Viszeralchirurg und Hochschullehrer
- Christoph Mancke (* 1953), Bildhauer
- Hans Josef Haas (* 1956), Jurist, Vizepräsident der Generalzolldirektion
- Rita Wagner (* 1958), Politikerin (FDP)

## Naturschutz
- Am 25. November 1991 wurde das Naturschutzgebiet Schönecker Schweiz mit der Nummer NSG-7232-004 ausgewiesen.[14]